# ASSITEJ
 (транскр.  Аситеж, фр. Association Internationale du Théâtre de l’Enfance et la Jeunesse, енгл. The International Association of Theatre for Children and Young People) је међународна организација, основана 1965. године, а данас има 83 земље чланице, која је посвећена уверењу да свако дете и млада особа заслужују приступ уметности од свог најранијег узраста, а посебно њеном живом извођењу.
Ова организација уједињује позоришта, организације и појединце широм света који стварају позоришне и сценске уметности за децу и младе. АССИТЕЈ је посвећен уметничким, културним и образовним правима деце и младих широм света. Залаже се у име сваког детета без обзира на његову националност, културни идентитет, етничку припадност или веру. АССИТЕЈ окупља људе да би размењивали знање и праксу из области позоришта и сценских уметности за децу и младе, како би продубили разумевање, развијали даље деловање, створили нове могућности и ојачали глобални сектор, у име сваког детета из било ког краја света. Чланови АССИТЕЈ међународне организације су АССИТЕЈ национални центри, професионалне мреже и подружнице.
Ова међународна организација архивира грађу везану за пројекте, додељује награде, развија онлајн пројекте, делује кроз своје одборе, објављује часопис, планира развој, издаје билтене, организује регионалне радионице, ослушкује ставове деце и младих, врши разна истраживања, организује разне догађаје и фестивале и др.

## АСИТЕЖ Србија
АСИТЕЖ Србија је национални савез позоришта за децу и младе. Својим деловањем тежи да допринесе прогресивним, савременим праксама, разнородности и досезању највиших стандарда на домаћој позоришној сцени за децу и младе, као и бољем системском вредновању културе за децу и младе у културној политици, а самим тим, и другачијем третману деце у нашем друштву.
Ова организација промовише све форме извођачких уметности за младе, подстиче и прати њихов развој, афирмише позоришно стваралаштво и ствараоце на домаћој и међународној сцени са циљем да утиче на промену става према позоришном стваралаштву за младе.
Својим члановима АСИТЕЖ Србија пружа нове могућности и кроз међународну мобилност и размене, умрежавање, повезивање и посредовање у сарадњи. Такође ова организација утиче на релевантне јавне политике и стратешке програме, а подстиче и интензивнију размену, једнаки третман и међусобно уважавање међу инстуционалним и ванинстуционалним актерима.
Седиште АСИТЕЖ-а Србије налази се у Малом позоришту „Душко Радовић“ у Београду на основу склопљеног Меморандума о сарадњи.
АСИТЕЖ Србија окупља професионална инстититуционална и ванинституционална позоришта за децу и младе, фестивале, групе и појединце који професионално делују у овој области у Србији и броји преко 50 чланова.
Као земља чланица међународне АСИТЕЖ организације, учествује у заједничким пројектима и са осталим земљама чланицама. 
Организација сарађује и са другим сродним и паралелним организацијама и мрежама као што су УНИМА, ИТИ, ИДЕА, Епицентар и другим које раде у области позоришта, драме и образовања под окриљем УНИЦЕФ-а, УНЕСКО-а, ЕУ итд.

## Историјат
АССИТЕЈ Интернационал асоцијација основана је 1965. године, а једна од земаља оснивача потписница била је СФР Југославија, чији су представници били веома активни и запажени у њеном раду, нарочито током седамдестих година 20. века. Деведесетих година услед распада земље и периода санкција и рата дошло је до обустављања активности и прекида чланства у овој међународној организацији. У пролеће 2003. године оснива се национални савез АСИТЕЖ Србије и Црне Горе. Од 2008. године савез делује као Удружење за развој позоришта за децу и младе АСИТЕЖ Србија.